# Łomia (gromada)
Łomia – dawna gromada, czyli najmniejsza jednostka podziału terytorialnego Polskiej Rzeczypospolitej Ludowej w latach 1954–1972.
Gromady, z gromadzkimi radami narodowymi (GRN) jako organami władzy najniższego stopnia na wsi, funkcjonowały od reformy reorganizującej administrację wiejską przeprowadzonej jesienią 1954 do momentu ich zniesienia z dniem 1 stycznia 1973, tym samym wypierając organizację gminną w latach 1954–1972.
Gromadę Łomia z siedzibą GRN w Łomii utworzono – jako jedną z 8759 gromad na obszarze Polski – w powiecie mławskim w woj. warszawskim, na mocy uchwały nr VI/10/8/54 WRN w Warszawie z dnia 5 października 1954. W skład jednostki weszły obszary dotychczasowych gromad Borowe, Cegielnia Lewicka, Korboniec, Łomia i Parcele Łomskie ze zniesionej gminy Turza oraz obszary dotychczasowych gromad Wojnówka i Wiśniewko ze zniesionej gminy Kosiny w tymże powiecie. Dla gromady ustalono 14 członków gromadzkiej rady narodowej.
31 grudnia 1959 z gromady Łomia wyłączono wsie Korboniec, Wiśniewko i Wojnówka, włączając je do gromady Wiśniewo w tymże powiecie, po czym gromadę Łomia zniesiono a jej (pozostały) obszar włączono do gromady Turza Mała tamże.